# Бьяджи, Энцо
Э́нцо Бья́джи (итал. Enzo Biagi; 9 августа 1920, Лиццано-ин-Бельведере — 6 ноября 2007, Милан) — итальянский журналист и писатель.

## Биография
Участник антифашистского партизанского движения. Начал заниматься журналистикой с 18 лет. Выступал и как пишущий журналист (писал статьи для газеты «Corriere della Sera», был главным редактором созданного в 1950 году журнала «Эпоха» («Epoca»), выпускал книги), и как телеведущий.
9 мая 2001 году, во время предвыборной кампании в Италии, Бьяджи в своём 10-минутном шоу «Il fatto» («Факт») на канале «Rai Uno» взял интервью у известного актёра и режиссёра Роберто Бениньи. В ходе беседы Бениньи высмеял кандидата на пост премьер-министра Сильвио Берлускони, выступив в поддержку другого кандидата — Франческо Рутелли.
После прихода к власти, Берлускони дал пресс-конференцию (см. Editto Bulgaro), во время которой открыто призвал «Rai Uno» не продлевать контракт с Бьяджи, а также с ещё двумя журналистами — Микеле Санторо и Даниэле Лутацци. По истечении срока контракта Бьяджи покинул телевидение, на котором проработал более сорока лет. Факт давления власти на СМИ вызвал скандал в Италии.
Бьяджи продолжал выступать с критикой Берлускони на страницах «Corriere della Sera». А 26 мая 2005 года он вновь появился на телевидении, на этот раз в качестве интервьюируемого. Наконец, 22 апреля 2007 года, во время недолгого премьерства Романо Проди, Бьяджи вернулся на телевидение с новым шоу «Rotocalco Televisivo», которое вёл до конца жизни.

## Семья
Был женат, жена умерла в 2002 году. У них родились три дочери — Биче, Карла и Анна (1956—2003).
Биче Бьяджи (род. 1947) также стала журналисткой, в 2008 году вместе с сестрой Карлой возглавила комитет по присуждению премии имени Энцо Бьяджи.

## Награды и признание
- Орден «За заслуги перед Итальянской Республикой» (15 декабря 1995).

### Профессиональные награды
- Premio Riccione (1960);
- Premio Bancarella (1971, 1987);
- Premio Saint Vincent (1979)

и другие.

## Книги
- «Красивая жизнь» (итал. «La bella vita», 1996, книга бесед с Марчелло Мастроянни).